# Anatanais lineatus
Anatanais lineatus is een naaldkreeftjessoort uit de familie van de Tanaidae. De wetenschappelijke naam van de soort is voor het eerst geldig gepubliceerd in 1930 door Åke Nordenstam.